# جزيرة القرش، جنوب غرب إفريقيا الألمانية
معسكر جزيرة القرش أو «جزيرة الموت» ( Konzentrationslager auf der Haifischinsel vor Lüderitzbucht ) أحد معسكرات الاعتقال الناميبية الخمسة الواقعة في جزيرة القرش قبالة لوديريتز، ناميبيا في وسط ناميبيا. كانت تستخدم من قبل الإمبراطورية الألمانية خلال الإبادة الجماعية التي وقعت في ناميبيا وNamaqua في 1904-1908. بين 1032 و3000 من رجال ونساء وأطفال الهيريرو وناما ماتوا في المخيم بين افتتاحه في عام 1905 وإغلاقه في أبريل 1907.

## خلفية
في 12 يناير 1904، تمرد شعب هيرو ضد الحكم الاستعماري الألماني تحت قيادة صموئيل ماهاريرو. يعود أصل ثورة هيرو إلى التسعينيات من القرن التاسع عشر عندما تعرضت القبائل التي استقرت في ناميبيا لضغوط من عدد متزايد من المستوطنين الألمان الذين يريدون أرضهم وماشيتهم وعملهم. عوامل مثل فقدان الممتلكات، وزيادة الديون في محاولة لإعادة توطين القطعان المفقودة، والأجور المنخفضة في المزارع المملوكة للبيض، وعدم المساواة العرقية زادت حدة العداء بين الهيرو والألمان. عندما تمرد الهيرو، قتلوا أكثر من 100 مستوطن ألماني بالقرب من بلدة أوخانجا. حشد أكثر من 15000 من التعزيزات الألمانية تحت قيادة لوثار فون تروثا هزمت قوة هيرو على نهر Waterberg في أغسطس 1904. بعد شهرين، اندلع شعب ناما في تمرد مماثل ضد المستعمرين الألمان. منعت المنافسات التقليدية بين هيرو وناما من الالتحاق ببعضهما البعض، لكن كلا المجموعتين واصلتا القتال في حرب عصابات ضد القوات الاستعمارية الألمانية. بعد التخلي عن سياسة Lothar von Trotha المتمثلة في إبادة الهيرو داخل حدود جنوب غرب إفريقيا الألمانية من خلال حرمانهم من الوصول إلى عيون المياه، اعتمدت السلطات الاستعمارية سياسة تجتاح الأدغال من هيرو - المدنيين والمتمردين على حد سواء - وإزالتها، إما طوعا أو بالقوة، إلى معسكرات الاعتقال.

## عملية

### مؤسسة
على الرغم من وجود سجلات عن أسرى حرب هيرو المحتجزين في خليج Lüderitz في وقت مبكر من عام 1904 ، فإن الإشارات الأولى إلى معسكر في جزيرة القرش ونقل أعداد كبيرة من سجناء هيرو من كيتمانشوب هي في مارس 1905.  من في وقت مبكر، توفي عدد كبير من الهيرو في المخيم، مع وفاة 59 رجلاً و59 امرأة و73 طفلاً بحلول أواخر مايو 1905.  الرغم من هذا المعدل الأولي العالي للوفيات في الجزيرة التي، بسبب مناخها البارد، لم تكن مناسبة للسكن، لا سيما بالنسبة للأشخاص الذين اعتادوا على المناخ الجاف والقاحل، واصلت السلطات الألمانية نقل الأشخاص من المناطق الداخلية إلى الجزيرة، ظاهريًا بسبب نقص الغذاء في الداخل، ولكن أيضًا بسبب رغبتهم في استخدام سجناء كعبيد في بناء خط سكة حديد تربط Lüderitz مع Aus. 

### إغلاق
وجاء قرار إغلاق المعسكر على يد الرائد لودويج فون إستورف، بعد زيارة إلى المخيم في وقت مبكر من عام 1907.  بعد إغلاق من المخيم، تم نقل السجناء إلى منطقة مفتوحة بالقرب من خليج رادفورد. في حين أن معدلات الوفيات لا تزال مرتفعة في البداية في المخيم الجديد، إلا أنها انخفضت في النهاية.
== عدد القتلى ==500000الف

## التحقيق الطبي
في عام 1906، أجرى الطبيب يوجين فيشر بحثًا عن جماجم السجناء الميتين  والسجناء المصابين بأسقربوط من قبل الدكتور بوفنجر. في عام 2001، عاد عدد من هذه الجماجم من المؤسسات الألمانية إلى ناميبيا. أُجبرت النساء المعتقلات على غليان رؤوس سجيناتهن المتوفيات (ربما كان بعضهن من أقاربهن أو معارفهن) وكشط بقايا جلدهن وعينيهن بحلقات من الزجاج، وإعدادهن للامتحانات من قبل الجامعات الألمانية.
```
تم تنفيذ هذا العمل في معسكر 
سواكوبموند
، وأجرى الأطباء الألمان بعض هذه التجارب لتطوير نظرياتهم العقية حول تطور الأفارقة السود من القردة.
[
8
]
```